# Градски музеј Сомбор
Градски музеј у Сомбору основан је 1887. године и својом делатношћу покрива општине Сомбор, Апатин, Оџаци, Кула и Бач. Музеј је комплексног типа и располаже са око 40.000 експоната разврстаних у пет категорија: археолошка, нумизматичка, историјска, етнолошка и уметничка збирка. Издаје Годишњак Градског музеја Сомбор.

### О музеју
Настанак музеја везан је за иницијативу Иштвана Ивањија за оснивањем Историјског друштва Бач-бодрошке жупаније (мађ. Bács-Bodrog Vármegyei Történelmi Társulat) 1880. године, чија је оснивачка скупштина одржана 11. маја 1883. године. Циљ Друштва био је прикупљање и сређивање старина везаних за историју жупаније у музеолошке збирке: нумизматичку, археолошку, архивску, библиотекарску итд. Ивањи већ годину дана раније започиње гимназијску збирку у Суботици која се рачуна као зачетак Суботичког музеја, а године 1887. Друштво у Сомбору добија просторију за потребе музеја у приземљу Жупаније.
Друштво од 1906. године проширује делатност и на прикупљање етнографске грађе. Након два рата привремено замрла музејска делатност је обновљена и свечано отварање Музеја у кући Јулија Ледерера, где се и данас налази, обављено је 27. октобра 1945. године. Тада је за директора постављен знаменити сликар Милан Коњовић.
Музеј је отворен сваким радним даном од 9.00 до 18.00 часова, суботом од 9.00 до 13.00 сати а недељом за најављене групе, које су праћене стручним вођењем. Поред сталне поставке, у музеју се повремено могу погледати и гостујуће изложбе.

## Стална поставка

### Архелошко одељење
Археолошка збирка је најбројнија од збирки музеја са 9.970 експоната из периода од млађег каменог доба до краја средњег века. Формирана је оснивањем музеја и континуално обогаћивана захваљујући систематским ископавањима на локалитетима у западној Бачкој и шире. Најзначајнији су налази из периода гвозденог доба а међу њима нарочито се истичу експонати са некрополе у Дорослову (Ђепфелд).

### Нумизматичко одељење
Фонд нумизматике, ордења, медаља и плакета поседује више хиљада експоната. Значајан је легат др Имреа Фреја Сомборског судије који је био пасионирани колекционар нумизматике. Своју збирку, заједно са вредном стручном библиотеком нумизматике поклања музеју 1952. године.

### Историјско одељење
Историјска збирка постоји од оснивања Историјског друштва Бач-бодрошке жупаније. Састоји од експоната значајних за завичајну историју града: писана документа, предмети, старе мапе, итд. Међу експонатима истакнуто место заузимају званични предмети и документи жупаније из 19. века, као што су застава, печати и књиге са грбовима Сомбора и некадашње жупаније. Историјско одељење приказује грађански живот Сомбора између два рата, као и НОБ, са депандансом Музеја Батинске битке. Музеј поседује стручну библиотеку са веома вредним издањима 18-20. века.

### Етнолошко одељење
Етнолошка збирка је формирана релативно рано након оснивања музеја, и данас има преко 350 експоната. Предмети пружају слику о некадашњем начину живота у Бачкој, на подручју занатства, пољопривреде и домаће радиности.

### Уметничко одељење
Ликовно одељење са завичајном збирком, збирком примењене уметности, Галеријом савремене уметности и збирком Ликовна јесен обухвата преко 600 експоната. Завичајну збирку уметничког одељења чине углавном дела ликовне и примењене уметности из XVIII, XIX i XX века, док Галерија савремене југословенске уметности поседује збирку уметничких дела откупљиваних на годишњим изложбама Ликовне јесени.